# 슈팅스타 (포도)
슈팅스타(영어: Shooting star)는 농촌진흥청이 개발한 포도 품종이다. 고당도 포도라서 더 달고 더 맛있으며, 샤인머스켓의 당도에서 이길 정도로 극찬 받고 있다. 슈팅스타는 국산 포도 최초로 고당도를 가진 품종이고, 많은 방송사가 이 품종에 대해 뉴스를 많이 보도되고 있다. 현재는 상업화에 들어갈 예정이다.